# Hyllisia albolineatipennis
Hyllisia albolineatipennis là một loài bọ cánh cứng trong họ Cerambycidae.